# 高榮新
高榮新，人稱「高師傅」，香港厨師、電視飲食節目主持，大喜慶魚翅酒家東主。

## 簡歷
高榮新的父親高炳添，師承大師「桂魚仔」梁漢。高榮新14歲起跟隨其父於灣仔駱克道的大喜慶，專門提供當時流行的到會服務；他18歳已升任大廚，32歲正式接掌經營大喜慶業務。
隨著到會在香港的受歡迎程度日漸下降，1980年代，高榮新轉而經營門市，以高價鮑參翅肚菜式成名。1996年，高榮新看準當時經濟好景，於銅鑼灣勿地臣街租下整座6層的建築物，開設大喜慶魚翅酒家，吸引名人包括李澤楷、劉鑾雄、任志剛、張永霖沈殿霞及譚詠麟等爲食客。其後，香港經歷亞洲金融風暴和SARS疫症，大喜慶的生意亦受影響，高榮新曾將其中兩層重新裝修開設「粵食粵潮」。2006年3月，由於業主加租4倍而無奈結業。
此後高榮新於廣東番禺高莊開設私房菜及經營醬料工場，生產頭抽等調味料。他亦於有線電視娛樂台主持多個飲食節目，包括《嚐．回味》等，並於雜誌《飲食男女》「高校教室」專欄教授烹飪技巧。
2010年6月，高榮新與其大兒子高文煒，於灣仔再以大喜慶爲名開設私房菜館。

## 主持電視節目
- 《肥媽私房菜》
- 《嚐·回味》
- 《高師傅美食俠客行》

## 資料來源
1. 1 2  老字號 I'll be back！大喜慶魚翅酒家 飲食男女，2009年7月31日
2. 1 2 3  大喜慶高級粵菜．名人飯堂 親民回歸 （页面存档备份，存于） 明報，2010年6月11日
3. ↑  金漆食府再起爐 頭條日報，2010年6月22日